# Avengers: Infinity War
Avengers: Infinity War er en amerikansk superheltefilm fra 2018 produceret af Marvel Studios og distribueret af Walt Disney Pictures, baseret på Marvel Comics superheltehold af samme navn. I hovedrollerne ses ensemble- Robert Downey Jr., Chris Hemsworth, Mark Ruffalo, Chris Evans, Scarlett Johansson, Benedict Cumberbatch, Don Cheadle, Tom Holland, Chadwick Boseman, Paul Bettany, Elizabeth Olsen, Anthony Mackie, Sebastian Stan, Danai Gurira, Letitia Wright, Dave Bautista, Zoe Saldana, Josh Brolin og Chris Pratt.

## Handling
Da Thanos spreder kaos i universet for at få fat i Uendelighedsstenen, og udrydde halvdelen af universets befolkning, må den opløste superheltegruppe Avengers komme sammen igen for at standse hans planer.

## Medvirkende
- Robert Downey Jr. som Tony Stark / Iron Man
- Chris Evans som Steve Rogers / Captain America
- Chris Hemsworth som Thor Odinson
- Tom Holland som Peter Parker / Spider-Man
- Chris Pratt som Peter Quill / Star-Lord
- Benedict Cumberbatch som Dr. Strange
- Scarlett Johansson som Natasha Romanoff / Black Widow
- Elizabeth Olsen som Wanda Maximoff / Scarlet Witch
- Chadwick Boseman som T'Challa / Black Panther
- Jeremy Renner som Clint Barton / Hawkeye
- Mark Ruffalo som Bruce Banner / Hulk
- Paul Rudd som Scott Lang / Ant-Man
- Karen Gillan som Nebula
- Josh Brolin som Thanos
- Sebastian Stan som Bucky Barnes / Winter Wolf
- Tom Hiddleston som Loke
- Zoe Saldana som Gamora
- Danai Gurira som Okoye
- Pom Klementieff som Mantis
- Linda Cardellini som Laura Barton
- Letitia Wright som Shuri
- Idris Elba som Heimdal
- Anthony Mackie som Sam Wilson / Falcon
- Don Cheadle som James Rhodes / War Machine
- Benicio Del Toro som Samleren
- Sebastian Stan som Bucky Barnes / Winter Soldier
- Peter Dinklage som Eitri